# La Maison d'à côté
 (avril 2012).
La Maison d'à côté (titre original : The Neighbor) est un roman policier à suspens de Lisa Gardner, sorti en 2009.
Avec lequel, l'auteur a reçu le grand prix des lectrices du magazine Elle en 2011 dans la catégorie « policier ».

## Résumé
Dans une tranquille zone résidentielle de South Boston, Sandra « Sandy » Jones, professeure de collège de 23 ans, disparaît une nuit, sans laisser de trace. L'unique témoin est Clarissa « Ree », sa fille de 4 ans. La commandant D.D. Warren, de la brigade criminelle du Boston Police Department, assistée du capitaine Miller, est chargée de l'enquête. Deux suspects s'offrent à elle : le mari de Sandra, Jason Jones, dont l'absence totale de réaction et d'émotion surprend ; et Aidan Brewster, voisin de la famille Jones, lui aussi âgé de 23 ans et fiché comme délinquant sexuel. L'enquête du commandant Warren fait alors surgir les mensonges, les non-dits et les secrets d'un couple « juste comme il faut ».